# Erin Andrews
Erin Jill Andrews, född 4 maj 1978 i Lewiston, Maine, är en amerikansk sportjournalist och presentatör. Hon leder för närvarande sändningarna från College Football för kanalen Fox Sports. Hon leder också tävlingsprogrammet Dancing with the Stars som sändes på ABC.